# فرودگاه واگار
فرودگاه واگار (به انگلیسی: Vágar Airport) (به زبان بومی: Vága Floghavn) یک فرودگاه غیرنظامی باربری با کد یاتا FAE است که یک باند فرود آسفالت دارد و طول باند آن ۱۷۹۹ متر است. این فرودگاه در  کشور جزایر فارو قرار دارد و در ارتفاع ۸۵ متری از سطح دریا واقع شده است.

## نگارخانه

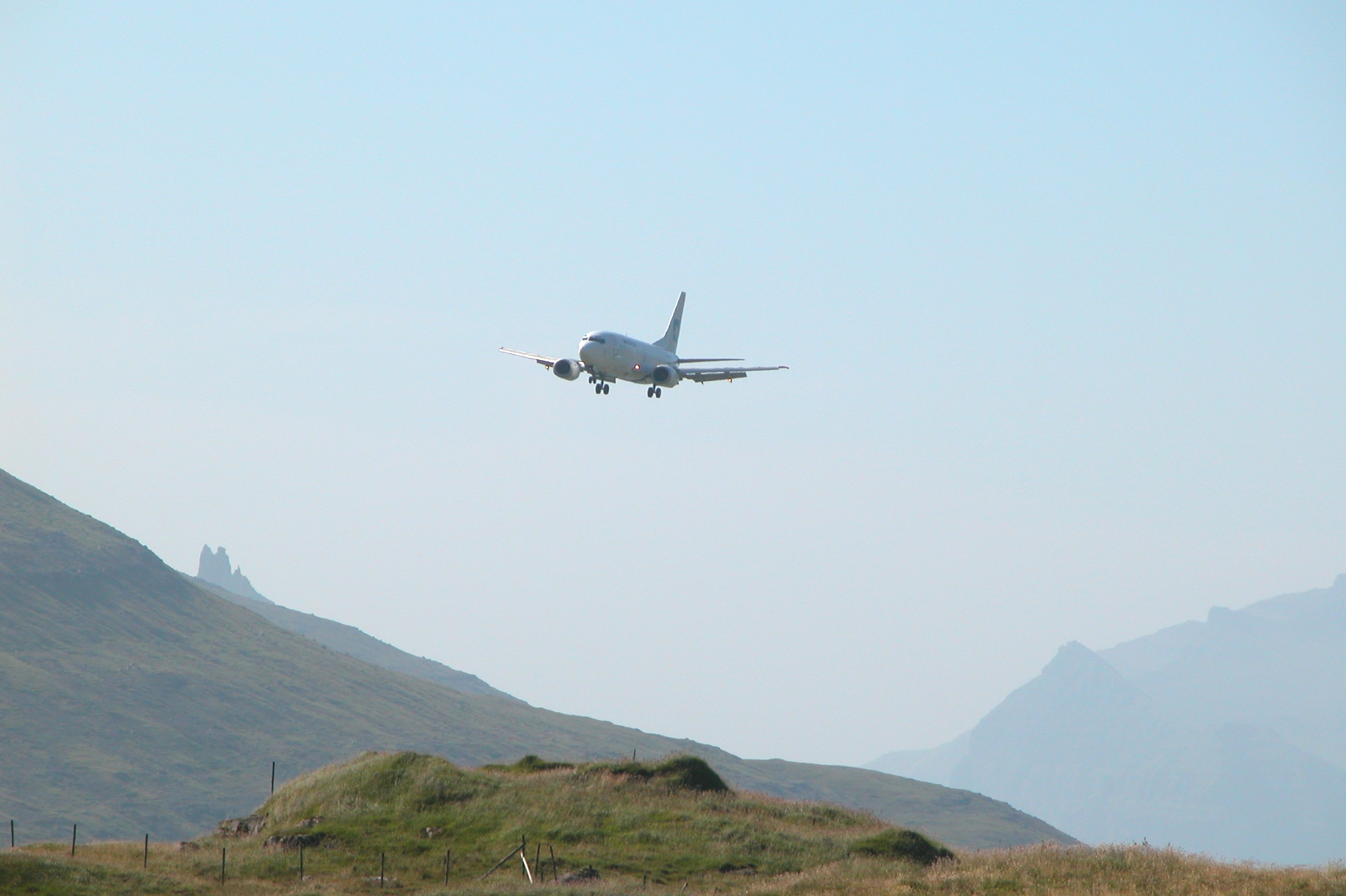
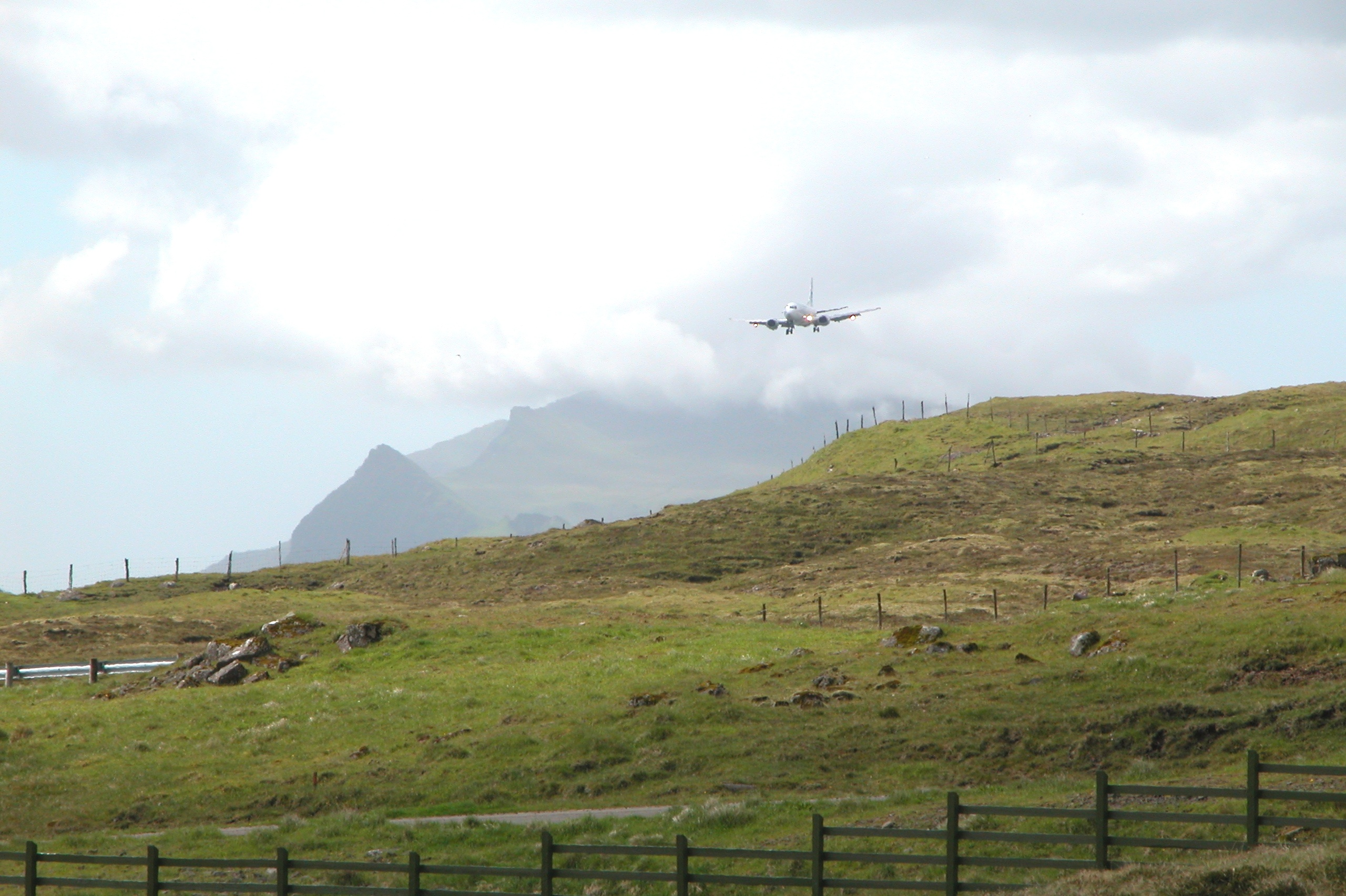
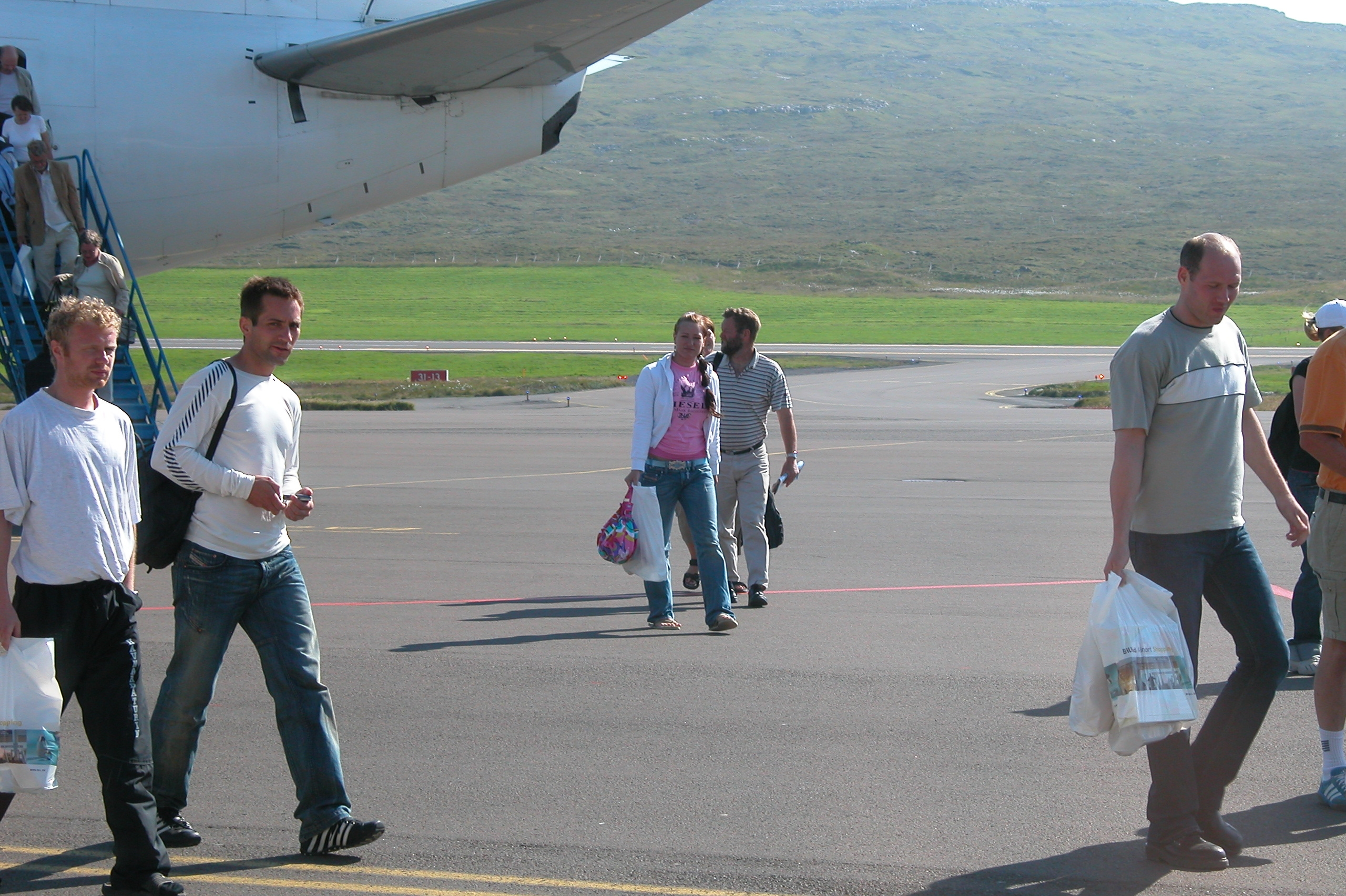
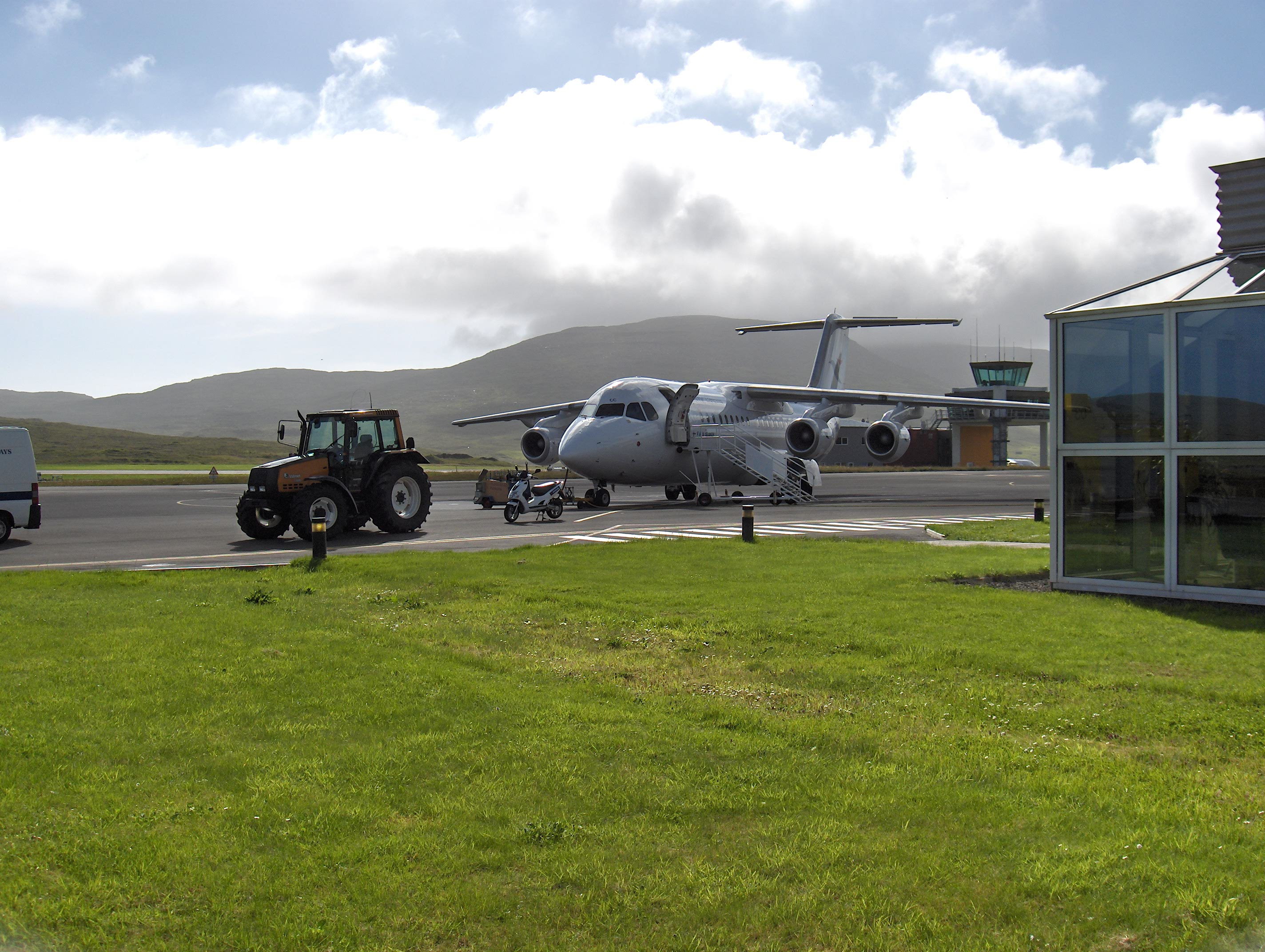

## شرکت‌های هواپیمایی و مقصدهای پروازی
به دلیل دنیاگیری کووید-۱۹، پروازها ممکن است دچار تغییر شده باشند.
| شرکت‌های هواپیمایی        | مقصدهای پروازی |
| ------------------------ | --- |
| آتلانتیک ایرویز          | برگن، بیلاند، کپنهاگ، ادینبرا، اسلو، پاریس شارل دوگل، ریکاویک-کفلاویک فصلی: آلبورگ، بارسلونا-ال پرات، گرن کاناریا، پالما د مایورکا |
| هلیکوپتر آتلانتیک ایرویز | Dímun, Froðba, Hattarvík, Kirkja، کلاکسویک، کولتور، Mykines, Skúvoy, Svínoy، توشهاون                                               |
| هواپیمایی اسکاندیناوی    | کپنهاگ |
| ویدروئه                  | برگن (شروع پروازها ۳ سپتامبر ۲۰۲۱)                                                                                                 |

پروازهای چارتر هر از گاهی توسط ایرلاین‌های متفاوت اروپایی مانند ویز ایر و آسترین ایرلاینز برای مقاصدی مانند انتقال طرفداران فوتبال انجام می‌شود. همچنین، پروازهای چارتر برای شرکت‌ها (غیرقابل فروش عمومی) توسط به‌طور مثال ویدروئه نیز به‌طور تقریباً منظم صورت می‌گیرد. باند فرود طویل شده و دستگاه‌های تقرب جدید راه را برای ایرلاین‌های مختلف برای پرواز به واگار باز کرده است.